# Главиницка епархия
 Тази статия е за историческата и титулярната православна епархия.  За титулярната католическа вижте Главиницка епархия (Римокатолическа църква).  
Главиницката или Главеницката епархия е бивша епархия на Българската патриаршия, съществувала в X век в Южна Албания. Центърът и е град Главиница, споменат в Краткото житие на Климент Охридски като едно от трите места за почивка, предоставени от българския владетел Борис I на Климент Охридски – „и в Кефалиния наричана на български език Главиница“. Няма засвидетелстван средновековен епископ на Главиница. Епархията е в надпис в апсидата на Самуиловата църква „Свети Ахил“ на едноименния остров в Малкото Преспанско езеро, в който се говори за Кефалонийска епархия, гръцки превод на Главиница. Димитър Хоматиан споменава манастир „Свети Димитър“ край Главиница (κατά Γλαβήνιτζαν). Главиница е спомената от Ана Комнина. Запазената епископска титла Главинишки и/или Акрокеравнийски (Γλαβηνίτζης ἤτοι Ακροκεραύνιας), в зависимост от значението, с което е употребен гръцкият съюз ἤτοι, показва, че епархията е наследница на Акрокеравнийската, като е обхващала и Авкрокеравнийския полуостров или съседната му област около Авлонския (Вльорския) залив. В 1287 година се споменава епископ авелонски и главинишки (episcopis Аvellonensis et glavinicensis).
Главиница е идентифицирана с много селища. В началото на XXI век се смята, че е бил на мястото на град Балши, където е открит надписът, известяващ за покръстването на българите.
В 1910 година титлата Главиницки е дадена като титулярна от Вселенската патриаршия на Варнава, викарий на дебърско-велешкия митрополит.
Главиницка е титулярна епископия на Българската православна църква от 21 септември 1932 година.

## История
Титулярни епископи на Вселенската патриаршия
| Име             | Управление                      |
| --------------- | ------------------------------- |
| Варнава (Росич) | 10 април 1910 – 17 ноември 1920 |

Титулярни епископи на Българската екзархия и патриаршия
| Име                 | Управление                           |
| ------------------- | ------------------------------------ |
| Климент (Българов)  | 21 септември 1932 – 8 септември 1942 |
| Стефан I (Стайков)  | 2 април 1950 – 21 януари 1962        |
| Стефан II (Йовков)  | 4 април 1965 – 19 август 1970        |
| Симеон (Костадинов) | 14 януари 1973 – 17 април 1986       |
| Йоан (Стойков)      | 30 ноември 2010 – 22 февруари 2019 † |
| Макарий (Чакъров)   | 26 юни 2022                          |